# Théâtre E.-T.-A.-Hoffmann
Pour les articles homonymes, voir Hoffmann.

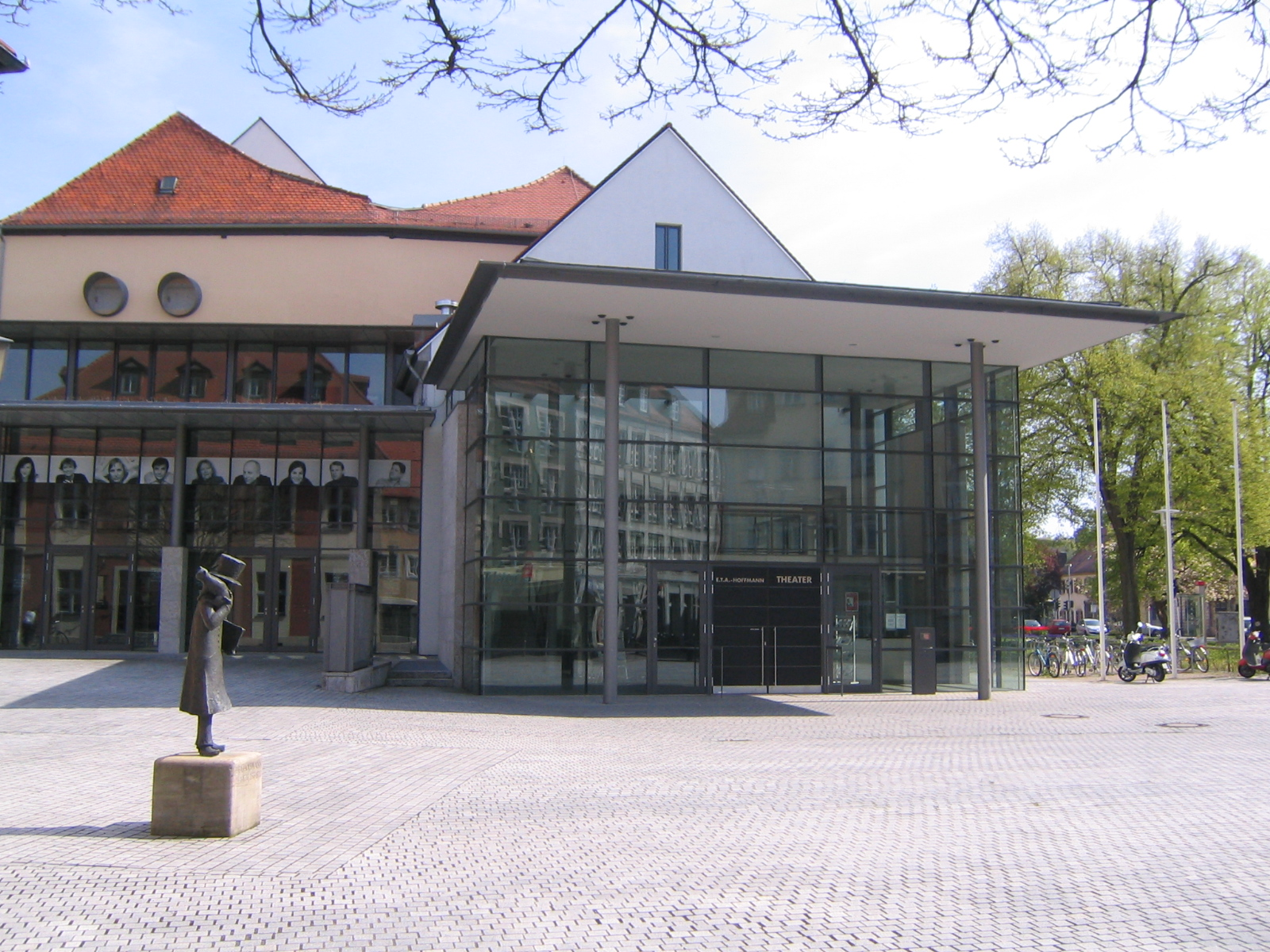
Façade du théâtre E.T.A.-Hoffmann

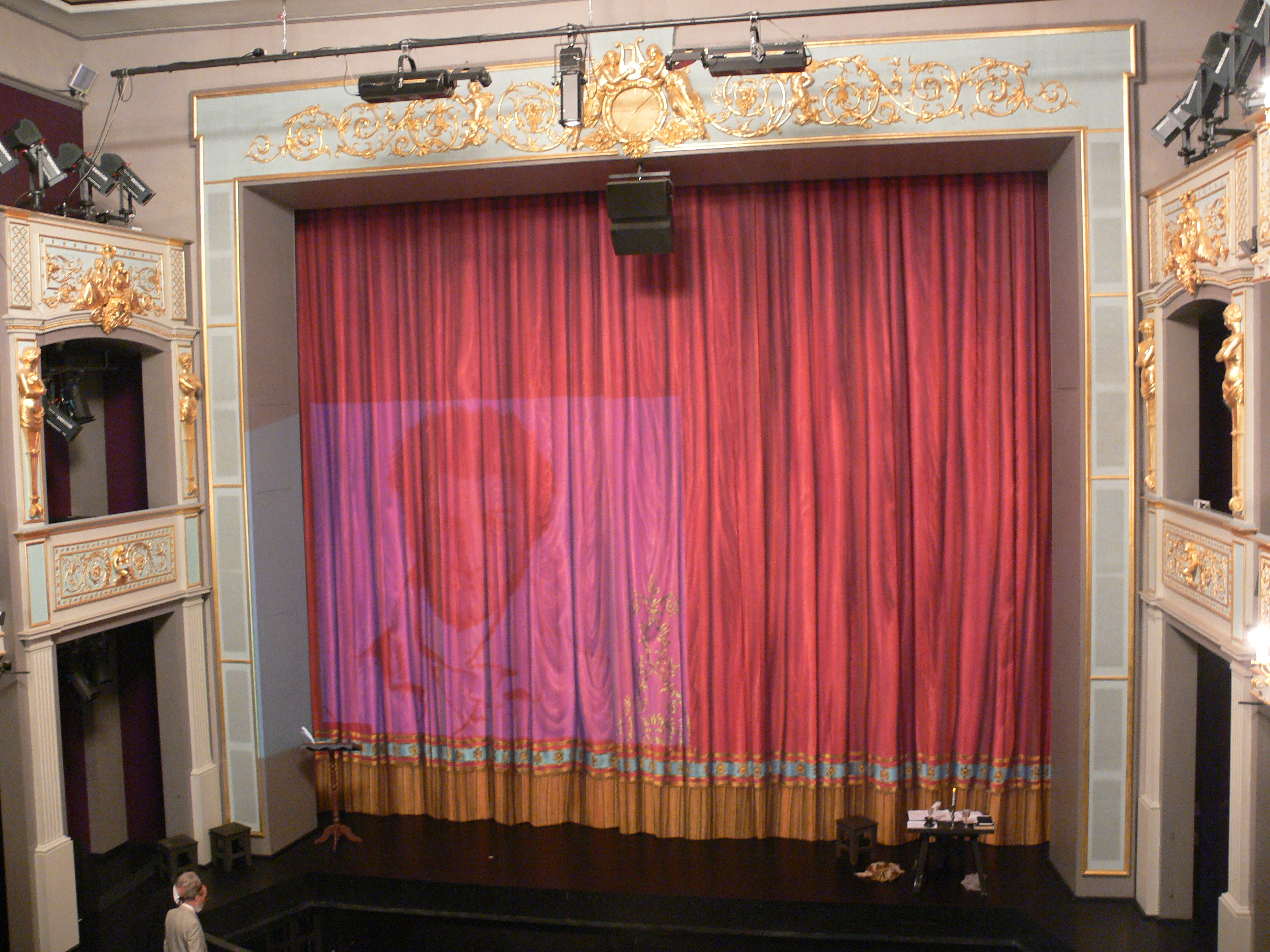
Vue de la scène

Le théâtre E.T.A.-Hoffmann est un théâtre de la ville de Bamberg. Fondé en 1802, il doit son nom à Ernst Theodor Amadeus Hoffmann, qui y occupa brièvement les fonctions de metteur en scène.

## Histoire du théâtre
C'est en 1802 que le bâtiment de l'actuel théâtre fut installé sur la Schillerplatz. En 1808, Ernst Theodor Amadeus Hoffmann fut nommé directeur musical, poste qu'il occupa brièvement. En 1937, le théâtre a fermé définitivement ses portes, avant de rouvrir en 1959. Il porte son nom actuel depuis 1970.

## Salles
Le théâtre E.T.A. Hoffmann dispose de plusieurs salles, la plus grande salle comptant plus de 400 places, une autre servant également de café-théâtre.

## Activités
Depuis le début de la saison 1989-1990, Rainer Lewandowski occupe les fonctions de directeur du théâtre. Celui-ci dispose de sa propre troupe. Il accueille également des troupes extérieures en tournée, comme, lors de la Saison 2008-2009, le Theater Hof, le Komödie im Bayerischen Hof de Munich et le Wielki Teatr de Poznań.
En 1984, 1992, 1999, 2005 et 2011 se sont tenues les journées du théâtre bavarois.